# Mak Dizdar
Mehmedalija "Mak" Dizdar (Stolac, 1917. október 17. – Szarajevó, 1971. július 14.) bosnyák és horvát költő.

## Életrajza
Muharem Dizdar és Nezira Babović gyermekeként született. (Édesanyja és Refika nevű nővére 1945-ben a jasenovaci koncentrációs táborban lelték halálukat.) Az általános iskolát Stolacban végezte, gimnáziumba Szarajevóban járt, 1936-ban költözött a városba, itt tett érettségi vizsgát is. 1936-ban kezdett publikálni, szerkesztette a szarajevói Život c. irodalmi folyóiratot. A második világháború után az Oslobođenje című napilapnál dolgozott mint főszerkesztő. Később a Bosznia-Hercegovinai Írószövetség elnökévé választották, mely tisztet haláláig betöltötte. Nagy feltűntést keltett Kameni spavač ('A kőbe zárt alvó', 1966) c. kötetével, melyben a bogumil középkor sírköveinek jelképeiből és felirataiból idézte fel annak világát.

## Emlékezete
Az ő arcképe szerepel a Bosznia-hercegovinai Föderáció által kiadott 10 márkáson.

## Kötetei
- Plivačica ('Az úszó nő', poéma, 1954);
- Okrutnosti kruga (1960)
- Koljena za Madonu ('Térden a Madonnához', versek, 1963);
- Minijature (1965)
- Ostrva ('Szigetek', versek, 1966)
- Kameni spavač ('A kőbe zárt alvó', 1966)
- Poezija ('Költészet', 1968)
- Stari bosanski tekstovi ('Régi boszniai szövegek', antológia, 1969)
- Modra rijeka (1971)
- Pjesme ('Versek', 1972)